# Ганди, Соня (учёный)
Соня Ганди (англ. Sonia Gandhi) — британский врач и нейробиолог, возглавляет лабораторию нейродегенерации Института Фрэнсиса Крика. Она занимает соответствующую должность и в Институте неврологии UCL Queen Square. Её исследования посвящены изучению молекулярных механизмов, вызывающих болезнь Паркинсона. Во время пандемии COVID-19 Ганди участвовала в эпидемиологических исследованиях и тестировании в Институте Фрэнсиса Крика.

## Ранние годы и образование
Ганди изучала неврологию в Тринити-колледже Кембриджского университета и получила степень бакалавра в 1996 году. Она перешла в Оксфордский университет, чтобы получить степень бакалавра медицины, бакалавра хирургии (BM BCh) в области медицины. Она была стажёром-неврологом в больнице Хаммерсмит, Национальной больнице неврологии и нейрохирургии и больнице Уиттингтона. В 2004 году она получила стипендию Wellcome Trust для получения докторской степени в области неврологии в Институте неврологии UCL Queen Square, а в 2009 году защитила докторскую диссертацию.

## Исследования и карьера
В 2009 году она была награждена лекторством Национального института исследований в области здравоохранения (NIHR) в Имперском колледже Лондона. В 2012 году она получила промежуточную клиническую стипендию Wellcome Trust для изучения неправильного сворачивания альфа-синуклеина при болезни Паркинсона и того, как это неправильное свёртывание вызывает нейротоксичность. Ганди открыла свою лабораторию в Институте неврологии UCL Queen Square в 2013 году. Её исследовательская группа разрабатывает модели заболеваний, провоцируемые индуцированными плюрипотентными стволовыми клетками (ИПСК) человека, с акцентом на понимание того, как агрегация альфа-синуклеина, белка, кодируемого геном SNCA, влияет на физиологию клеток. Она использует биофизический метод одномолекулярный FRET и митохондриальную физиологию для изучения поведения альфа-синуклеина на молекулярном уровне.
В 2016 году Ганди была прикомандирована в Институт Фрэнсиса Крика. Ганди и её коллеги показали, что скопления альфа-синуклеина могут быть токсичными для нервной функции, повреждая белки на поверхности митохондрий. Это повреждение заставило канал в митохондриях открыться и сделало их менее эффективными в производстве энергии, что привело к их набуханию и выделению основных химических веществ, что в конечном итоге привело к гибели клетки. Для проведения экспериментов Ганди и её коллеги превратили клетки кожи человека в стволовые клетки, которые были преобразованы в клетки мозга, которые можно было исследовать в лаборатории. Она была частью команды, которая исследовала использование эксенатида в качестве средства для замедления прогрессирования мультисистемной атрофии. В феврале 2020 года Ганди получила клиническую стипендию Совета медицинских исследований (MRC) для изучения фундаментальных причин болезни Паркинсона.
Во время пандемии COVID-19 Ганди изучала эпидемиологию коронавирусной болезни. В частности, Ганди интересовало, как вирус развивался в ходе пандемии, как он влиял на нервную систему и как он передавался между людьми. Она также участвовала в тестировании на COVID-19, которое проводилось в Институте Фрэнсиса Крика.

### Избранные публикации
К публикациям Сони Ганди относятся:
- A common LRRK2 mutation in idiopathic Parkinson's disease[6]

- Mechanism of Oxidative Stress in Neurodegeneration[17]

- PINK1-Associated Parkinson's Disease Is Caused by Neuronal Vulnerability to Calcium-Induced Cell Death[18]